# Jessica Malone
Jessica Malone (Newcastle, 27 de noviembre de 1986) es una deportista australiana que compitió en judo. Ganó tres medallas en el Campeonato de Oceanía de Judo, en los años 2003 y 2004.

## Palmarés internacional
| Campeonato de Oceanía | Campeonato de Oceanía | Campeonato de Oceanía | Campeonato de Oceanía |
| Año                   | Lugar                 | Medalla               | Categoría             |
| --------------------- | --------------------- | --------------------- | --------------------- |
| 2003                  | Suva (Fiyi)           | Medalla de plata      | Abierta               |
| 2003                  | Suva (Fiyi)           | Medalla de bronce     | +78 kg                |
| 2004                  | Numea (Francia)       | Medalla de oro        | +78 kg                |